# Коваленко Максим Олександрович
Макси́м Олекса́ндрович Ковале́нко (нар. 30 травня 2002, Харків, Україна) — український футболіст, воротар клубу «Металіст 1925», що виступає за «Пробій» на умовах оренди.

## Життєпис
Футболом розпочав займатися з 6-річного віку в складі харківського «Металіста», у складі якого виступав до кінця 2017 року в ДЮФЛУ. З 2018 по 2019 рік виступав за «Металіст 1925» у ДЮФЛУ та Чемпіонаті Харківської області. Сезон 2019/20 років провів у фарм-клубі «Металіста 1925», харківському «Авангарді», в складі якого грав у Юніорському чемпіонаті України (U-19) та Чемпіонаті Харківської області.
Наприкінці серпня 2020 року став гравцем основного складу «Металіста 1925». Дебютував у футболці харківського клубу 10 листопада 2020 року в переможному (1:0) домашньому поєдинку 12-го туру Першої ліги України проти франківського «Прикарпаття». Максим вийшов на поле в стартовому складі та відіграв увесь матч.

## Досягнення
«Металіст 1925»:
 Бронзовий призер Першої ліги України: 2020/21
 «Звягель»:
 Бронзовий призер Другої ліги України: 2023/24